# カモン!ヴェルディ!!
『カモン!ヴェルディ!!』は、BS松竹東急にて2024年2月23日から2025年6月27日まで毎週金曜日23時00分 - 23時30分に放送されていた東京ヴェルディ1969の情報番組である。

## 概要
同番組は、2024年のJ1リーグで、16年ぶりにJ1リーグ昇格を果たした東京ヴェルディを「アツく」応援することをテーマとし、直近の試合の振り返りと今後予定されている試合の見所の紹介、ヴェルディの選手のインタビューなどを紹介する 。
またこれを機に、2024年度から東京ヴェルディとBS松竹東急との間でオフィシャルメディアパートナーシップ契約を結び、当番組の放送の他、ヴェルディが味の素スタジアム・国立競技場・味の素フィールド西が丘で主管するホームゲームでの広告幕の設置などを行う。
2024年7月より、「カモン!ヴェルディ!!on YouTube」と題して本編とは異なる内容の動画を公開している。ここでは番組内での選手・監督などへのインタビューも公開している。また、ヴェルディのアカデミーヘッドオブコーチングを務める中村忠が本編・YouTube版ともに不定期にゲストとして出演する。
松竹グループが2025年6月末をもってBS放送事業から撤退。2025年6月27日の放送を最後に本番組も終了した。

## 出演
- 北澤豪（スポーツコメンテーター。元ヴェルディ川崎選手）
- 勝野みなみ（フリー・アナウンサー）

## BS松竹東急フットボールシアター
この番組に付随して、2024年2月25日に、THE国立DAYとして行われた2024年度最初のヴェルディ主管試合となる横浜F・マリノス戦（国立競技場）が生中継された。
- 解説：北澤豪
- 実況：吉松欣史